# Бутилгликоль
Бутилгликоль (2-бутоксиэтанол, бутилцеллозольв, монобутиловый эфир этиленгликоля, бутилэфир) — химическое соединение с формулой C6H14O2, является гликолевым эфиром.

## Производство
На 2003 год в Евросоюзе производился компаниями BASF, BP, Dow, Sasol, Shell в количестве около 161 тысяч тонн, около 40 % экспортировалось. На 1998 год производство всех видов гликолевых эфиров странами союза оценивалось в 350 тысяч тонн, таким образом — бутилэфир — один из наиболее активно применяющихся представителей данного класса соединений.
Синтез осуществляется из оксида этилена и безводного н-бутанола (в избытке) с применением катализаторов и последующим фракционированием образующихся гликолевых эфиров:
C2H4O + C4H9OH → C4H9OC2H4OH

## Применение
- Широко используется в качестве растворителя лакокрасочных покрытий, целлюлозы и смол[5].
- В чернилах для печати (около 2,5 % в ЕС[5]).
- В качестве чистящего средства.
- В органическом синтезе.
- В нефтехимии.

## Физиологическое действие
Бутилгликоль обладает общетоксическим и наркотическим действиями. Результаты лабораторного исследования на крысах и мышах показали, что при повторном вдыхании или воздействии на кожу подопытных животных это вещество не вызывает повреждения костного мозга или половых желез. Главным действием вещества было повреждение эритроцитов; повреждение почек и изменении размеров печени наблюдалось при высоких уровнях воздействия. Вредного воздействия на эритроциты человека при высоких концентрациях бутилгликоля в воздухе (до 200 промилле) не обнаружено.
Вещество легко проникает сквозь кожу, что приводит к значительному поглощению и соматической токсичности.

## Действие на окружающую среду
Способен распространяться по поверхностным и грунтовым водам вследствие растворимости в воде.
Легко разлагается микроорганизмами.